# Paronychiurus
Genre
Paronychiurus est un genre de collemboles de la famille des Onychiuridae.

## Distribution
Les espèces de ce genre se rencontrent en zone holarctique.

## Liste des espèces
Selon Checklist of the Collembola of the World (version du 24 septembre 2019) :
- Paronychiurus dentatus (Folsom, 1902)
- Paronychiurus eous (Christiansen & Bellinger, 1980)
- Paronychiurus hubbardi Pomorski, 2003
- Paronychiurus japonicus (Yosii, 1956)
- Paronychiurus probus Pomorski, 2003
- Paronychiurus ramosus (Folsom, 1917)

## Publication originale
- Bagnall, 1948 : Contributions toward a knowledge of the Onychiuridae (Collembola-Onychiuroidea). I-IV. Annals and Magazine of Natural History, sér. 11, vol. 14, p. 631-642.